# موريس هيلمان
موريس هيلمان (بالإنجليزية: Maurice Hilleman)‏ هو عالم ميكروبيولوجي أميركي ولد في 30 أغسطس 1919، متخصص في علم اللقاحات. طور أكثر من 36 لقاحًا، ويقال 40. كما طور ثمانية لقاحات من أصل 14 لقاح موصى به، وهي: الحصبة، والتهاب الكبد A، والتهاب الكبد B، والجدري المائي، والتهاب السحايا، والالتهاب الرئوي، وبكتيريا الانفلونزا. تصفه المواقع العلمية بأنه منقذ حياة أكبر عدد من البشر في القرن العشرين، ووصفه الطبيب الأمريكي روبرت غالو بأنه أنجح أخصائي في علم اللقاحات في التاريخ، على الرغم من أن أعماله غير معلومة لدى كثير من الناس.

## بداية حياته
ولد هليمان في مزرعة بالقرب من مدينة مايلز سيتي في مونتانا. كان والداه هما آنا وغوستاف هيلمان، وكان ابنهما الثامن. ماتت شقيقته التوأم عندما ولد، وتوفيت والدته بعدها بيومين. وقد نشأ في أسرة عمه المجاور، روبرت هيلمان ، وعمل في شبابه على تربية الدجاج في مزرعة الأسرة، والذي أرجع لاحقًا الفضل لنجاحاته للدجاج، بسبب أنه كان يستخدم بيض الدجاج الملقح لتنمية الفايروس لصناعة اللقاحات. وكان خلال عمله في المزرعة يستغل أوقات الفراغ لقراءة كتب العالم الجيولوجي تشارلز داروين. في وقت لاحق في الحياة، رفض الدين؛ بسبب قلة المال، وفشل تقريبًا في الالتحاق بالجامعة. توسط له شقيقه الأكبر، وتخرج هلمان بترتيب الأول على دفعته عام 1941 من جامعة ولاية مونتانا، بمساعدة الأسرة والمنح الدراسية. حصل على زمالة في جامعة شيكاغو. وحصل على درجة الدكتوراه في علم الأحياء الدقيقة في عام 1944. كانت أطروحة الدكتوراه التي قدمها عن عدوى الكلاميديا. أظهر هيلمان أن هذه الإصابات كانت في الواقع ناجمة عن نوع من البكتيريا التي تنمو داخل الخلايا فقط.

## وظيفته
عمل هيلمان مديرًا لقسم الأمراض التنفسية في المركز الطبي للقوات، طور خلال فترة عمله هناك لقاحًا لالتهاب الدماغ الياباني لمعالجة المرض الذي هدد القوات الأمريكية في المحيط الهادئ إبان الحرب العالمية الثانية. وخلال الأعوام 1948-1957، اكتشف موريس التغيرات الجينية التي تحدث بسبب تحور فيروسات الأنفلونزا، والمعروف باسم التحول والانجراف، ما ساعده في إدراك أن تفشي الإنفلونزا في هونج كونج عام 1957 قد يصبح وباءً ضخمًا. وبعد تسعة أيام كان يعمله في كل يوم منها 14 ساعة، حتى وجد هو وزميله أنها كانت سلالة جديدة من الأنفلونزا، بإمكانها أن تقتل الملايين. [بحاجة لمصدر] وتم تحضير وتوزيع 40 مليون جرعة من اللقاحات، على الرغم من أن 69,000 أمريكي قد ماتوا من هذا الوباء، وكان من الممكن أن يؤدي إلى وفيات كثيرة أخرى في الولايات المتحدة. حصل هيلمان نظير ذلك على وسام الخدمة المتميزة من الجيش الأمريكي.